# Elizabeth Fox-Genovese
Elizabeth Fox-Genovese (28 de mayo de 1941 - 2 de enero de 2007) fue una feminista e historiadora estadounidense particularmente conocida por sus libros sobre las mujeres del Antebellum en el Sur de los Estados Unidos. Fue la portavoz principal del movimiento de mujeres conservadoras.

## Biografía
Hija de Edward Whiting Fox, profesor de la Universidad de Cornell especialista en la historia de Europa moderna, Fox-Genovese estudió en el Institut d'Etudes Politiques de Paris en Francia y más tarde en el Bryn Mawr College donde recibió un B.A. y en la Universidad de Harvard donde obtuvo su M.A. y PhD en Historia. Fue profesora de Historia en la Emory University, donde también enseñó humanidades, y fue la directora fundadora del Instituto de Estudios de la Mujer. En el Instituto, empezó el primer programa doctoral de Estudios de la Mujer de los Estados Unidos y personalmente dirigió treinta y dos disertaciones doctorales. En el 2003, George W. Bush le otorgó una condecoración, la National Humanities Medal. Estaba casada con el historiador Eugene D. Genovese, con quien colaboraba en ciertas ocasiones.
En 1995, Fox-Genovese se convirtió públicamente, junto a su marido, al Catolicismo, en parte debido al orgullo y egocentrismo que ella afirmaba había visto en los académicos seculares. Algunos consideraban que su reputación como feminista estaba en juego por su conversión, pero ella aseguraba que su conversión era "totalmente consistente" y escribió: "Mi experiencia con el feminismo radical y de clase alta, sólo fortaleció mi creciente desconfianza en el orgullo individual"

## Trabajo académico
Los intereses académicos de Fox-Genovese cambiaron de la Historia de Francia a la Historia de las mujeres antes de la guerra civil estadounidense. Virginia Shadron, decana asistente en Emory, dijo que su obra Within the Plantation Household reforzó su reputación como investigadora de las mujeres en el Viejo Sur de los EE-UU.
Fox-Genovese también escribió trabajos académicos y populares sobre el feminismo en sí, y a través de todos sus escritos, alejó de sí a muchas feministas radicales y atrajo a muchas feministas conservadoras. El profesor Sean Wilentz, de la Universidad de Princeton dijo que "Probablemente ella hizo más por el movimiento conservador femenino que ninguna otra persona... [Su] voz venía de adentro de la academia y actualizó las ideas del movimiento conservador femenino. Ella fue una de sus fuerzas intelectuales más influyentes".

## Obras selectas
- The Origins of Physiocracy: Economic Revolution and Social Order in Eighteenth-century France, Ithaca : Cornell University Press, 1976. ISBN 978-0-8014-1006-2
- Fruits of Merchant Capital: Slavery and Bourgeois Property in the Rise and Expansion of Capitalism with Eugene D. Genovese, New York York: Oxford University Press, 1983. ISBN 978-0-19-503157-7
- Within the Plantation Household: Black and White Women of the Old South, series on Gender and American Culture, Chapel Hill: University of North Carolina Press, 1988. ISBN 978-0-8078-4232-4
- Feminism Without Illusions: A Critique of Individualism, University of North Carolina Press, 1991. ISBN 978-0-8078-4372-7
- "Feminism Is Not the Story of My Life": How Today's Feminist Elite Has Lost Touch with the Real Concerns of Women, Anchor reprint, 1996 ISBN 978-0-385-46791-9
- Marriage On Trial: In Defense Of An Endangered Institution, Wilmington, DE: ISI Books, 2004. ISBN 978-1-932236-38-5
- The Mind of the Master Class: History and Faith in the Southern Slaveholders' Worldview with Eugene D. Genovese, Cambridge University Press, 2005. ISBN 978-0-521-61562-4
- Elizabeth Fox-Genovese, Elisabeth Lasch-Quinn, ed. (1999). Reconstructing history: the emergence of a new historical society. Routledge. ISBN 9780415922791.